# 포텐독
《포텐독》(영어: PotenDogs)은 레트로봇과 EBS에서 만든 대한민국의 애니메이션으로 시즌 1이 2021년 3월 29일부터 5월 5일까지 EBS 1TV에서 매주 월~수요일에 방영되었으며, 같은 해 5월 27일부터 7월 2일까지 시즌 1·2를 통합해 매주 목요일·금요일 각 3편씩 저녁 7시 5분에 EBS 1TV에서 방송되었다.

## 방송 일시
| 방송 채널 | 방송일                    | 방송 시간                          |
| --------- | ------------------------- | ---------------------------------- |
| EBS 1TV   | 2021년 3월 29일 ~ 5월 5일 | 월~수요일 오후 5시 35분 ~ 5시 45분 |
| EBS 1TV   | 2021년 5월 27일 ~ 7월 2일 | 목~금요일 오후 7시 5분 ~ 7시 35분  |
| EBS 1TV   | 2021년 4월 3일 ~ 7월 3일  | 토요일 오전 10시 ~ 10시 30분       |

## 등장 인물
- 정원석 : 주인공. 카이를 반려견으로 키우고 싶어 하다가 부모님께서 허락하셔서 카이와 정식적으로 반려견•인간이 되었다. 반려동물 특히 강아지를 매우 좋아해 강아지 팬티를 입고 강아지 그림이 그려진 가방을 매고 다닌다.
- 카이(믹스견): 주인공. 포동넷의 임무를 잊지 않고 잘 수행한다. 사실은 골드펭에서 이탈해 포동넷이 되었다. 원석이와 정이 많이들었다.
- 개리우스(골든 리트리버): 골드펭의 대장.
- 하르멍그(라사압소): 할매견. 기억을 지우는 능력이 있다. 인면견.
- 뭉개(차우차우): 푸근한 인상의 개. 작아지거나 커질수 있다.
- 레이다(그레이트 데인): 드라마를 즐겨보며 눈치가 없다. 3살 이상이다.
- 바글(비글): 분신을 만들어 낼수 있는 능력을 가지고 있다.
- 뿔테(볼테리어):힘과 촉이 능력.
- 푸푸(스탠다드 푸들): 털을 날려 상대가 만지면 떨어지지 못하게 하는 능럭.
- 개롱(닥스훈트): 물면 포텐독으로 만들수 있는 능력을 가지고 있다.
- 도구(로트바일러)
- 비스킷(미니핀): 늘 파리가 꼬인다. 먹을것을 못 참는다.
- 룻거(그레이하운드)
- 기네스(차이니스 크레스티드)
- 정원석 아빠
- 정원석 엄마
- 가짜 보호소장:늘 짝퉁 물건을 가져와 카이를 잡는데는 실패하지만,다른 개들과 개롱을 잡아올정도로 잡는기술이 뛰어난듯 하다. 하지만 이때,개롱을 데려와 개롱이가 그 가짜 보호소에 개들을 물어 포텐독으로 만들었다.
- 가짜 보호소장 아들
- 가짜 보호소장 며느리
- 석안구 :뿔테의 주인.
- 구수정 :푸푸의 주인.

## 목소리 출연
- 전숙경: 정원석
- 최석필: 카이
- 하성용: 푸푸
- 리소영: 뿔테, 원석 엄마
- 엄상현: 안구, 뭉개
- 김보민: 수정, 수퍼쟈니
- 최한: 개리우스
- 전태열: 개롱, 민규 (시즌 1)
- 리민규: 도구, 가짜 보호소장
- 홍범기: 룻거, 소장 아들
- 김은아: 바글, 소장 며느리
- 권지애: 비스킷, 수정 엄마
- 김윤미: 하르멍그
- 황창영: 레이다, 원석 아빠
- 김도영: 기네스
- 천지선: 다미 (시즌 2)
- 김아롱: 개구리, 정우 (시즌 1)

## 제작진
- 책임 프로듀서: 안소진
- 프로듀서: 최미란
- 애니메이션 제작
  - 감독: 이달
  - 시나리오: 이다운, 김미혜
  - 프로듀서: 박초롱
  - 라인프로듀서: 김대통, 박세훈, 이상복 (시즌 1) → 안일부 (시즌 2)
  - 모델링 슈퍼바이저: 방종옥
  - 애니메이션 슈퍼바이저: 김동욱, 조하나 (시즌 2), 김대통 (시즌 2)
  - 라이팅&합성 슈퍼바이저: 조은화
  - VFX 슈퍼바이저: 서승표
  - 리드 디자이너: 정연오
  - 스토리보드: 김승만, 박지연, 양승희, 김담비
  - 디자인: 김주리, 고동우, 변재욱, 최정, 김수연, 이태화, 이은주
  - 모델링: 조혜진, 이진주, 김주리, 김성훈, 조승혁, 김지현, 김지혜, 송지영, 김현우, 황광태, 송태진
  - 리깅: 박영선, 선명은, 김규영, 최상호
  - 애니메이션: 조하나, 권순현, 신영기, 안은령, 양승희, 천은숙, 박지연, 김승만
  - 라이팅&합성: 이화평, 김태윤, 방종옥, 전부희, Han Xue Peng, Cao Shan, Ding Zhi Xiao, Liu Yan Mei, Che Qiu Shuang, Zhang Lei, Gao De Hu, Liu Qian Qian, Yu Huai Tong
  - 모션그래픽: 안일부
  - VFX: 이수용, 선명은
  - 마케팅: 양동명, 한효정
  - 제작회계: 최은경, 박초원
  - 통역: 김일광, 허문영 (시즌 2)
  - 외주제작: 河南西吉[1], 긱스소프트, 몬스터스튜디오, 비지큐브, Shoh Enterprise
  - 로케이션 자료제공: 서울영상위원회 (시즌 2)
- 종합 제작
  - 음향감독: 김지희, 김수경
  - 음악감독: 동민호
  - 작,편곡: 동민호, 이누리, 김진양
  - 녹음: 부유정(POPES)
  - 믹싱: 강희중(POPES)
  - 기술감독: 우동철
  - 연출: 조성희
- 공동 제작 (공식판) → 제작지원 (TV판)
  - KTH
    - 투자총괄: 박성재
    - 투자진행: 홍연재, 이세일
    - 디지털배급진행: 손서진, 조은진, 황민희, 박혜인

  - SBA
    - 투자총괄: 박보경
    - 투자진행: 이정우, 김연수
- 제작 투자
  - 대교애니메이션전문투자조합
    - 투자총괄: 노재승
- 제작지원: 방송통신위원회, 방송통신발전기금

- 기획: EBS
- 제작: EBS, 레트로봇(주)
- 본 작품은 SBA 서울애니메이션센터의 제작지원작입니다

## 주제가
- 오프닝곡: "너와 나, 우리"
  - 작사: 이달, 동민호 (시즌 2), 유태진 (시즌 2)
  - 작곡: 동민호, 유태진
  - 노래: 시유
- 엔딩곡: "넌 나의 작은 집"
  - 작사: 이다운, 동민호 (시즌 2), 유태진 (시즌 2)
  - 작곡: 동민호, 이누리
  - 노래: 김진양
- 오프닝/엔딩곡 기타: 정수완

### 삽입곡

#### 시즌 1
- "Swagga × Wagga"
  - 작사: 이다운, 이달
  - 작곡: 이미사
  - 노래: 이미사
- "개를 잡자"
  - 작사: 이달
  - 작곡: 이달
  - 노래: 이민규, 김은아, 홍범기
  - 안무: 이미사, 김지수, 김동우
- "개를 위한 혁명가"
  - 작사: 이달, 이다운, 김미혜
  - 작곡: 이달
  - 노래: 최한
- "나만 개 없어"
  - 작사: 이다운, 김미혜, 이달
  - 작곡: 이달
  - 노래: 전숙경
- "엉덩이 들어"
  - 작사: 이다운, 김미혜, 이달
  - 작곡: 이달
  - 노래: 최석필, 하성용, 이소영
- "개박사 정원석"
  - 작사: 이다운, 김미혜
  - 작곡: 이달
  - 노래: 최석필
- "레이다의 자장가"
  - 작사: 이달, 이다운
  - 작곡: 이달
  - 노래: 황창영

#### 시즌 2
- "안녕"
  - 작사/작곡: 이달
  - 노래: 전숙경, 최석필
- "똥 밟았네"
  - 작사/작곡: 이달, 이은주
  - 노래: 레트로봇
  - 안무: 이미사
- "쫑아"
  - 작사: 이달, 이다운
  - 작곡: 이달
  - 노래: 이소영, 황창영
- "괴물"
  - 작사: 이달, 이다운
  - 작곡: 이달
  - 노래: 김도영, 권지애, 이소영, 하성용, 홍범기
  - 뮤지컬 연출: 김동욱
- 삽입곡 믹싱: 이성민, 김우관 (시즌 2), 이달 (시즌 2)

## 밈 문화
작중에 삽입된 곡인 "똥 밟았네"가 유튜브의 알고리즘을 타서 유행하게 되었는데, 중독성 있는 멜로디와 K-pop춤을 섞어 넣은 것이 특징이다. 그리고 똥 밟았네가 유명해지자 이것을 패러디 하는 일종의 밈으로 남게 되었다.

## 논란
2021년 7월부터 페미니즘 학부모 단체로부터 작품의 내용, 소재의 적절성에 대한 논란이 일어났다.
- 초등학교에서 동급생의 등에 놀리는 내용의 메모지를 붙이거나 화장실에서 팬티가 노출된 것을 놀리는 장면(5.3.(수), 16회)

- 골드팽의 조직원인 기네스, 비스킷, 룻거가 개똥을 만들어 거리에 뿌리는 개똥 테러를 준비하기 위해, 비스킷과 인간 여성인 뽀그리를 노예라고 부르며 상반신이 노출된 야외 간이 화장실에서 음식을 먹여 반복적으로 배변하게 하는 장면(6.18.(금), 24회)

- 골드팽 일당이 개똥 테러를 재차 준비하는 과정에서, 뽀그리와 비스킷이 야외 간이 화장실에서 배변을 하면 룻거가 배달용 가방에 욺겨 담으면서, "(뽀그리) 성과금, 성과금." 등을 언급하는 장면(6.24.(목), 25회)

- 기네스가 개트로봇 석동관 대표의 얼굴 데이터 수집을 위해 배우자인 안구엄마에게 수면제를 먹인 뒤, 촬영장치가 내장된 귀걸이를 귀에 몰래 다는 장면(6.24.(목), 27회)

- 골드팽의 기네스가 전사로 변신한 포동넷의 뿔테, 푸푸가 싸우면서, 변신 장면을 촬영한 동영상을 주인들에게 보내겠다며 협박하자 뿔테와 푸푸가 주인들에게 도망치는 장면(6.24.(목), 27회)

- 골드팽의 조직원인 도구가 안구엄마의 귀걸이에 내장된 촬영장치를 이용하여 원격으로  감시하면서 안구엄마에게 키스하려는 석동관의 얼굴을 인식하려다 실패하는 장면(6.25.(금), 28회)

- 도구가 안구엄마의 귀걸이에 내장된 촬영장치를 이용하여 원격으로 안구네 가족의 식사 모습을 지켜보거나, 안구엄마에게 키스하려는 석동관의 얼굴을 인식하는데 성공하는 장면(6.25.(금), 29회)

- 기네스가 폐공장에서 뿔테와 푸푸에 변신 장면을 촬영한 동영상을 보내겠다고 협박하며 석동관 대표의 얼굴을 몰래 촬영하도록 강요하는 장면(6.25.(금), 30회)

- 기네스가 뿔테와 푸푸에게 이어폰을 통해 원격으로 포동넷을 막도록 강요하며 동영상을 보낸다고 협박하는 장면(7.1.(목), 31회)

- 기네스가 뿔테와 푸푸에게 동영상을 보낸다고 협박하며 수정 엄마의 관심을 끌기 위해 소변과 대변을 보도록 강요하거나, 석동관 대표의 얼굴을 몰래 촬영하도록 지시하는 장면(7.1.(목), 32회)

등의 이유로 방송통신심의위원회는 법정제재 처분을 내렸다.

## 방영 목록

### 시즌 1: 1~18화
| 회차 | 방송 일자(구)   | 방송 일자(신)   | 제목                  |
| ---- | --------------- | --------------- | --------------------- |
| 1화  | 2021년 3월 29일 | 2021년 5월 27일 | 개 물림 사건          |
| 2화  | 2021년 3월 30일 | 2021년 5월 27일 | 말을 하는 누렁이      |
| 3화  | 2021년 3월 31일 | 2021년 5월 27일 | 초능력 개, 포텐독     |
| 4화  | 2021년 4월 5일  | 2021년 5월 28일 | 포텐독, 철견!         |
| 5화  | 2021년 4월 6일  | 2021년 5월 28일 | 포텐독, 견신!         |
| 6화  | 2021년 4월 7일  | 2021년 5월 28일 | 반려포텐독            |
| 7화  | 2021년 4월 12일 | 2021년 6월 3일  | 찾았다, 바글이!       |
| 8화  | 2021년 4월 13일 | 2021년 6월 3일  | 우리집이 포동넷 본부? |
| 9화  | 2021년 4월 14일 | 2021년 6월 3일  | 지켜보고 있다         |
| 10화 | 2021년 4월 19일 | 2021년 6월 4일  | 우정의 프리스비       |
| 11화 | 2021년 4월 20일 | 2021년 6월 4일  | 그림자 패밀리 (상)    |
| 12화 | 2021년 4월 21일 | 2021년 6월 4일  | 그림자 패밀리 (하)    |
| 13화 | 2021년 4월 26일 | 2021년 6월 10일 | 골드팽의 극비작전     |
| 14화 | 2021년 4월 27일 | 2021년 6월 10일 | 마음의 눈             |
| 15화 | 2021년 4월 28일 | 2021년 6월 10일 | 카이의 이상한 꿈      |
| 16화 | 2021년 5월 3일  | 2021년 6월 11일 | 퍼스트 독을 구하라!   |
| 17화 | 2021년 5월 4일  | 2021년 6월 11일 | 인간의 약점           |
| 18화 | 2021년 5월 5일  | 2021년 6월 11일 | 진정한 친구, 너와 나  |

### 시즌 2: 19~36화
| 회차       | 방송 일자       | 제목                      |
| ---------- | --------------- | ------------------------- |
| 19화       | 2021년 6월 17일 | 안녕                      |
| 20화       | 2021년 6월 17일 | 상처를 치료할 수 있는 건… |
| 21화       | 2021년 6월 17일 | 충직한 슈퍼쟈니           |
| 22화       | 2021년 6월 18일 | 소림사에서의 전투         |
| 23화       | 2021년 6월 18일 | 고민                      |
| 24화       | 2021년 6월 18일 | 개똥 테러 사건            |
| 25화       | 2021년 6월 24일 | 잡았다! 개똥 테러범!      |
| 26화       | 2021년 6월 24일 | 개튜브 작전               |
| 27화       | 2021년 6월 24일 | 귀걸이를 들고 온 손님     |
| 28화       | 2021년 6월 25일 | 이런 모습 보이긴 싫어     |
| 29화       | 2021년 6월 25일 | 위험한 슈퍼쟈니           |
| 30화       | 2021년 6월 25일 | 괴물                      |
| 31화       | 2021년 7월 1일  | 동영상을 보내기 전에      |
| 32화       | 2021년 7월 1일  | 시키는 대로 해!           |
| 33화       | 2021년 7월 1일  | 보낼 테면 보내 봐!        |
| 34화       | 2021년 7월 2일  | 사라진 아이들             |
| 35화       | 2021년 7월 2일  | 괴물이 아니야             |
| 최종화(36) | 2021년 7월 2일  | 통쾌한 반격               |